# Giovanni Venturini
Giovanni Venturini (ur. 9 listopada 1991 w Vicenzy) – włoski kierowca wyścigowy.

## Kariera

### Formuła Renault 2.0
Giovanni karierę w wyścigach samochodów jednomiejscowych rozpoczął pod koniec sezonu 2008, od startów w zimowej edycji Portugalskiej Formuły Renault oraz Formuły 2000 Light. W pierwszej z nich (na torze w Jerez oraz Estoril) trzykrotnie sięgał po punkty, najlepszy wynik osiągając w niedzielnej rywalizacji, w Hiszpanii, gdzie był piąty. W drugiej z kolei należał do ścisłej czołówki. Na torze Adria Włoch dwukrotnie uplasował się na drugiej lokacie. Zdobyte punkty sklasyfikowały go odpowiednio na 7. i 2. miejscu.
W marcu 2009 roku zaliczył udział w inauguracyjnej rundzie głównego cyklu Formuły 2000 Light, na torze Magione. Giovanni spisał się znakomicie, dojeżdżając odpowiednio na pierwszej i drugiej lokacie. W wyniki braku licencji nie był jednak liczony do klasyfikacji.
Miesiąc później rozpoczął starty jako etatowy zawodnik Włoskiej oraz Szwajcarskiej Formule Renault. W pierwszej z nich dziewięciokrotnie stawał na podium, z czego raz na najwyższym stopniu (w drugim starcie, na Misano Adriatico). W drugiej zaprezentował się z jeszcze lepszej strony. Venturini dziesięciokrotnie plasował się w czołowej trójce, w tym trzykrotnie na pierwszym miejscu (dwukrotnie na Spa-Francorchamps oraz w Le Mans). Za każdym razem startował z pole position. Dzięki uzyskanym rezultatom zmagania zakończył odpowiednio na 3. i 2. lokacie w końcowej klasyfikacji.
W sezonie 2010 Giovanni brał udział w Europejskiej Formule Renault. Włoch dwukrotnie stanął na podium, a sukces odniósł torach w Magny-Cours oraz Montmelo. Podczas zawodów we Francji Venturini całkowicie zdominował drugi wyścig, sięgając po tzw. hattricka (pole position, najszybsze okrążenie i zwycięstwo). Zdobyte punkty sklasyfikowały go na 5. miejscu.
Oprócz regularnych startów w europejskim cyklu, Giovanni zaliczył również udział w brytyjskiej oraz północnoeuropejskiej edycji. W pierwszej z nich (na torze Silverstone) został sklasyfikowany na czternastej i szesnastej pozycji. W drugiej odnotował lepsze wyniki, będąc w drugim i trzecim starcie (na Spa-Francorchamps) na czwartym i ósmym miejscu. Do drugiego wyścigu Włoch startował z pierwszego pola startowego. W klasyfikacji generalnej znalazł się odpowiednio na 29. i 26. pozycji w ogólnej punktacji.

### Auto GP
W roku 2011 Giovanni startował w serii Auto GP. Włoch już w pierwszej sesji kwalifikacyjnej (na torze Monza okazał się najlepszy, by dzień później odnieść pierwsze zwycięstwo. Pomimo znakomitego początku, dalsza część sezonu nie układała się po myśli Venturiniego, który szybko stracił pozycję lidera klasyfikacji generalnej i ostatecznie zajął dopiero 9. miejsce. Kierowca Griffitz Durango jeszcze dwukrotnie znalazł się na podium. Podczas drugiego startu na torze w Oschersleben, Włoch sięgnął po drugie zwycięstwo.

### Formuła Renault 3.5
W 2012 roku Venturini podpisał kontrakt z włoskim zespołem BVM-Target, na udział w Formule Renault 3.5. Po dwóch zwycięstwach i trzech podiach uplasował się na 9 pozycji w klasyfikacji końcowej.

### Seria GP3
W 2012 roku zadebiutował w serii GP3 w zespole Trident Racing. W dwóch wyścigach: w pierwszym w Niemczech i w drugim we Włoszech stanął na najniższym stopniu podium. Ostatecznie uplasował się na pozycji 13 w klasyfikacji końcowej.
Na sezon 2013 przedłużył kontrakt z zespołem Trident Racing. W ciągu szesnastu wyścigów, w których wystartował, raz stanął na najwyższym stopniu podium (podczas drugiego wyścigu na Silverstone Circuit. Z dorobkiem 26 punktów został sklasyfikowany na piętnastej pozycji w klasyfikacji generalnej.

## Statystyki
| Sezon | Seria                                         | Zespół           | Wyścigi | Zwycięstwa | PP | No | Podium | Punkty | Pozycja |
| ----- | --------------------------------------------- | ---------------- | ------- | ---------- | -- | -- | ------ | ------ | ------- |
| 2008  | Włoska Formuła 2000 Light (edycja zimowa)     | C02 Motorsport   | 2       | 0          | 0  | 0  | 2      | 56     | 2       |
| 2008  | Portugalska Formuła Renault                   | C02 Motorsport   | 4       | 0          | 0  | 0  | 0      | 16     | 7       |
| 2009  | Włoska Formuła 2000 Light {edycja zimowa)     | C02 Motorsport   | 2       | 1          | 0  | 1  | 2      | 0      | NS†     |
| 2009  | Włoska Formuła Renault                        | C02 Motorsport   | 12      | 1          | 0  | 0  | 9      | 274    | 3       |
| 2009  | Szwajcarska Formuła Renault                   | C02 Motorsport   | 12      | 3          | 3  | 3  | 10     | 270    | 2       |
| 2010  | Europejska Formuła Renault                    | Epsilon Euskadi  | 16      | 1          | 0  | 0  | 2      | 76     | 5       |
| 2010  | Brytyjska Formuła Renault                     | Epsilon Euskadi  | 2       | 0          | 0  | 0  | 0      | 12     | 29      |
| 2010  | Północnoeuropejski Puchar Formuły Renault 2.0 | Epsilon Euskadi  | 3       | 0          | 1  | 0  | 0      | 31     | 24      |
| 2011  | Auto GP                                       | Griffitz Durango | 14      | 2          | 1  | 0  | 3      | 76     | 9       |
| 2012  | Seria GP3                                     | Trident Racing   | 10      | 0          | 0  | 0  | 2      | 31     | 13      |
| 2012  | Formuła Renault 3.5                           | BVM Target       | 7       | 0          | 0  | 0  | 0      | 3      | 25      |
| 2013  | Seria GP3                                     | Trident Racing   | 16      | 1          | 0  | 0  | 1      | 26     | 15      |

† – Venturini nie był liczony do klasyfikacji.

## Wyniki w GP3
| Legenda oznaczeń w tabelach wyników Wyświetl szablon na nowej stronie | Legenda oznaczeń w tabelach wyników Wyświetl szablon na nowej stronie                                                                     |
| Oznaczenie                                                            | Wyjaśnienie |
| --------------------------------------------------------------------- | --- |
| Złoty                                                                 | Zwycięzca lub mistrzostwo |
| Srebrny                                                               | 2. miejsce lub wicemistrzostwo |
| Brązowy                                                               | 3. miejsce lub II wicemistrzostwo |
| Zielony                                                               | Ukończył, punktował (w klasyfikacji generalnej, gdy zdobył co najmniej jeden punkt na przestrzeni sezonu, poza trzema powyższymi opcjami) |
| Niebieski                                                             | Ukończył, nie punktował (w klasyfikacji generalnej, gdy nie zdobył co najmniej jednego punktu na przestrzeni sezonu)                      |
| Czerwony                                                              | Nie zakwalifikował się (NZ) |
| Czerwony                                                              | Nie prekwalifikował się (NPK) |
| Różowy                                                                | Nie ukończył (NU) |
| Różowy                                                                | Niesklasyfikowany (NS) (w klasyfikacji generalnej, gdy nie został sklasyfikowany w żadnym wyścigu sezonu)                                 |
| Czarny                                                                | Zdyskwalifikowany (DK) |
| Czarny                                                                | Wykluczony (WYK/EX) |
| Biały                                                                 | Nie wystartował (NW) |
| Biały                                                                 | Kontuzjowany (K/INJ) |
| Biały                                                                 | Wyścig odwołany (OD/C) |
| Bez koloru                                                            | Został wycofany (WYC/WD) |
| Bez koloru                                                            | Nie przybył (NP/DNA) |
| Bez koloru                                                            | Nie brał udziału w treningach (NT/DNP) |
| Bez koloru                                                            | Nie został zgłoszony (–) |
| Pogrubienie                                                           | Start z pole position |
| Kursywa                                                               | Najszybsze okrążenie wyścigu |
| †                                                                     | Nie ukończył, ale jego rezultat został zaliczony ze względu na przejechanie więcej niż 90% dystansu wyścigu.                              |
| *                                                                     | Sezon w trakcie |
| 1/2/3                                                                 | Punktowana pozycja w sprincie kwalifikacyjnym                                                                                             |
| Lista systemów punktacji Formuły 1                                    | |

| Rok  | Zespół         | Wyniki w poszczególnych eliminacjach | Wyniki w poszczególnych eliminacjach | Wyniki w poszczególnych eliminacjach | Wyniki w poszczególnych eliminacjach | Wyniki w poszczególnych eliminacjach | Wyniki w poszczególnych eliminacjach | Wyniki w poszczególnych eliminacjach | Wyniki w poszczególnych eliminacjach | Wyniki w poszczególnych eliminacjach | Wyniki w poszczególnych eliminacjach | Wyniki w poszczególnych eliminacjach | Wyniki w poszczególnych eliminacjach | Wyniki w poszczególnych eliminacjach | Wyniki w poszczególnych eliminacjach | Wyniki w poszczególnych eliminacjach | Wyniki w poszczególnych eliminacjach | Punkty | Pozycja |
| ---- | -------------- | ------------------------------------ | ------------------------------------ | ------------------------------------ | ------------------------------------ | ------------------------------------ | ------------------------------------ | ------------------------------------ | ------------------------------------ | ------------------------------------ | ------------------------------------ | ------------------------------------ | ------------------------------------ | ------------------------------------ | ------------------------------------ | ------------------------------------ | ------------------------------------ | ------ | ------- |
| 2012 | Trident Racing | ESP                                  | ESP                                  | MON                                  | MON                                  | VAL                                  | VAL                                  | GBR                                  | GBR                                  | DEU                                  | DEU                                  | HUN                                  | HUN                                  | BEL                                  | BEL                                  | ITA                                  | ITA                                  | 31     | 13      |
| 2012 | Trident Racing | -                                    | -                                    | -                                    | -                                    | -                                    | -                                    | 13                                   | 16                                   | 3                                    | 8                                    | 11                                   | NU                                   | 9                                    | 9                                    | 8                                    | 3                                    | 31     | 13      |
| 2013 | Trident Racing | ESP                                  | ESP                                  | VAL                                  | VAL                                  | GBR                                  | GBR                                  | DEU                                  | DEU                                  | HUN                                  | HUN                                  | BEL                                  | BEL                                  | ITA                                  | ITA                                  | ARE                                  | ARE                                  | 26     | 15      |
| 2013 | Trident Racing | 12                                   | 8                                    | 15                                   | 13                                   | 8                                    | 1                                    | 16                                   | 14                                   | 9                                    | 6                                    | 11                                   | 11                                   | 11                                   | NU                                   | 11                                   | 9                                    | 26     | 15      |

## Wyniki w Formule Renault 3.5
| Legenda oznaczeń w tabelach wyników Wyświetl szablon na nowej stronie | Legenda oznaczeń w tabelach wyników Wyświetl szablon na nowej stronie                                                                     |
| Oznaczenie                                                            | Wyjaśnienie |
| --------------------------------------------------------------------- | --- |
| Złoty                                                                 | Zwycięzca lub mistrzostwo |
| Srebrny                                                               | 2. miejsce lub wicemistrzostwo |
| Brązowy                                                               | 3. miejsce lub II wicemistrzostwo |
| Zielony                                                               | Ukończył, punktował (w klasyfikacji generalnej, gdy zdobył co najmniej jeden punkt na przestrzeni sezonu, poza trzema powyższymi opcjami) |
| Niebieski                                                             | Ukończył, nie punktował (w klasyfikacji generalnej, gdy nie zdobył co najmniej jednego punktu na przestrzeni sezonu)                      |
| Czerwony                                                              | Nie zakwalifikował się (NZ) |
| Czerwony                                                              | Nie prekwalifikował się (NPK) |
| Różowy                                                                | Nie ukończył (NU) |
| Różowy                                                                | Niesklasyfikowany (NS) (w klasyfikacji generalnej, gdy nie został sklasyfikowany w żadnym wyścigu sezonu)                                 |
| Czarny                                                                | Zdyskwalifikowany (DK) |
| Czarny                                                                | Wykluczony (WYK/EX) |
| Biały                                                                 | Nie wystartował (NW) |
| Biały                                                                 | Kontuzjowany (K/INJ) |
| Biały                                                                 | Wyścig odwołany (OD/C) |
| Bez koloru                                                            | Został wycofany (WYC/WD) |
| Bez koloru                                                            | Nie przybył (NP/DNA) |
| Bez koloru                                                            | Nie brał udziału w treningach (NT/DNP) |
| Bez koloru                                                            | Nie został zgłoszony (–) |
| Pogrubienie                                                           | Start z pole position |
| Kursywa                                                               | Najszybsze okrążenie wyścigu |
| †                                                                     | Nie ukończył, ale jego rezultat został zaliczony ze względu na przejechanie więcej niż 90% dystansu wyścigu.                              |
| *                                                                     | Sezon w trakcie |
| 1/2/3                                                                 | Punktowana pozycja w sprincie kwalifikacyjnym                                                                                             |
| Lista systemów punktacji Formuły 1                                    | |

| Rok  | Zespół     | Wyniki w poszczególnych eliminacjach | Wyniki w poszczególnych eliminacjach | Wyniki w poszczególnych eliminacjach | Wyniki w poszczególnych eliminacjach | Wyniki w poszczególnych eliminacjach | Wyniki w poszczególnych eliminacjach | Wyniki w poszczególnych eliminacjach | Wyniki w poszczególnych eliminacjach | Wyniki w poszczególnych eliminacjach | Wyniki w poszczególnych eliminacjach | Wyniki w poszczególnych eliminacjach | Wyniki w poszczególnych eliminacjach | Wyniki w poszczególnych eliminacjach | Wyniki w poszczególnych eliminacjach | Wyniki w poszczególnych eliminacjach | Wyniki w poszczególnych eliminacjach | Wyniki w poszczególnych eliminacjach | Punkty | Pozycja |
| ---- | ---------- | ------------------------------------ | ------------------------------------ | ------------------------------------ | ------------------------------------ | ------------------------------------ | ------------------------------------ | ------------------------------------ | ------------------------------------ | ------------------------------------ | ------------------------------------ | ------------------------------------ | ------------------------------------ | ------------------------------------ | ------------------------------------ | ------------------------------------ | ------------------------------------ | ------------------------------------ | ------ | ------- |
| 2012 | BVM-Target | ARA                                  | ARA                                  | MON                                  | BEL                                  | BEL                                  | DEU                                  | DEU                                  | RUS                                  | RUS                                  | GBR                                  | GBR                                  | HUN                                  | HUN                                  | FRA                                  | FRA                                  | CAT                                  | CAT                                  | 3      | 25      |
| 2012 | BVM-Target | NU                                   | 9                                    | NU                                   | 16                                   | 10                                   | 22                                   | 14                                   | -                                    | -                                    | -                                    | -                                    | -                                    | -                                    | -                                    | -                                    | -                                    | -                                    | 3      | 25      |